# Virginia McKenna
Virginia McKenna, född 7 juni 1931 i London, är en brittisk skådespelare.
Hon studerade vid Central School of Speech Training and Dramatic Art innan hon gjorde scendebut 1950. Sin filmdebut gjorde hon 1952 och en av hennes mest kända roller är som Joy Adamson i Född fri (1966).
McKenna, som oftast spelar oglamorösa kvinnor, adlades (OBE - Officer of the Order of the British Empire) år 2004.
Hon var gift mars - november 1954 med skådespelaren Denholm Elliott. 1957 ingick hon äktenskap med skådespelaren Bill Travers och de var gifta fram till hans död 1994.
Filmer, ett urval:
- The Second Mrs Tanqueray (1952)
- Det grymma havet (1953)
- Fem svarta höns (1956)
- Världens minsta show (1957)
- Två levande och en död (1961)
- Född fri – Lejonet Elsa (1966)
- Waterloo (1970)
- Waters of the Moon (1983; TV-film)
- Sliding Doors (1998)